# Prosvijećeni apsolutizam
Prosvijećeni apsolutizam oblik je vladavine koji se pojavio u drugoj polovici 18. stoljeća; neki autori razdoblje apsolutizma približno određuju razdobljem 1660. – 1789. godine; dok drugi to razdoblje protežu do 1815. godine, kada je definitivno završila vladavina Napoleona I.
Apsolutističke ideje se najprije javljaju u krugovima bliskim kraljevskom dvoru u Engleskoj, gdje prva polovica 17. stoljeća prolazi u nastojanjima Jakova I. i Karla I. da vladaju bez parlamenta, tj. isključujući plemstvo od njegove tradicionalne uloge korektora kraljevske vlasti. Naime, prema zajedničkoj europskoj tradiciji, kralj nije mogao vladati protivno zakonima koje je odobrio parlament. Ideje koje nastaju u Engleskoj šire se Europom, nakon što ih francuski mislioci prihvaćaju i uključuju u suvremenu literaturu na francuskom jeziku, tada najčitanijem i najutjecajnijem jeziku Europe. Od tada pa do početka 19. stoljeća ideje prosvjetiteljstva su neodvojivo povezane s idejom apsolutne monarhije.
Osloncem na prosvjetiteljske ideje apsolutistički vladari u Europi poput primjerice pruskog kralja Fridrika II., habsburških vladara Marije Terezije i Josipa II., te ruske carice Katarine II., provode brojne reforme - razvlašćujući istovremeno plemstvo i Crkvu i povećavajući porezno opterećenje širokih narodnih slojeva. Prosvjećeni apsolutisti smatrali su da trebaju vladati za dobrobit vlastitih podanika, neovisno o tome da li se tim podanicima sviđaju njihove reforme.  Vladari su uvodili opću školsku obvezu, miješali se u crkvene poslove, mijenjali pravni sustav, napose ukidajući torturu i procese protiv vještica. Poticali su razvoj gospodarstva i različitim mjerama podržavali novine u poljodjelstvu, trgovini i manufakturama. Koncentraciju cjelokupne vlasti u svojim rukama smatrali su ti vladari za preduvjet provođenja bilo kakvih smislenih reformi.

## Prosvijećeni apsolutizam uHabsburškoj Monarhiji
Godine 1740. na vlast u Habsburškoj Monarhiji došla je Marija Terezija. Dolasku žene na habsburško prijestolje suprotstavio se pruski kralj Fridrik II. Veliki te je poveo rat. Uspio je oteti Habsburgovcima jedno od gospodarski najrazvijenijih područja - Šlesku. Najstariji sin Marije Terezije Josip II. postao je još za njezina života suvladar, a nakon njezine smrti 10 je godina vladao sam. On je otišao korak dalje od svoje majke, a neke od njegovih reformi uznemirile su plemstvo i Crkvu. Prije svega bila je to odredba o ukidanju svih samostana koji se ne bave dobrotvornim i odgojnim radom, te careva odluka kojom je kmetovima dana osobna sloboda, tj. mogućnost da se seljaci svojevoljno preseljavaju i žene, odnosno školuju svoju djecu. Jedna od najvažnijih Josipovih reformi jest odredba o vjerskoj toleranciji. Josip II. provodio je također centralizaciju vlasti i nastojao germanizirati (ponijemčiti) sve dijelove svoje države. Stoga je njemački jezik proglasio službenim. Josip je bio neobična osoba, a mnoge njegove ideje bile su znatno ispred vremena u kojem je živio. Iako je vladao apsolutistički, smatrao se slugom svojih podanika. Mnoge njegove odredbe zadirale su u privatni život građana, primjerice, zabrane nošenja steznika, pucanja na svadbama i pokapanja pokojnika u lijesu. Opće nezadovoljstvo u državi i neuspješan rat protiv Turaka primorali su ga da pred kraj života povuče većinu svojih reformi. Prosvjetiteljske reforme Marije Terezije i Josipa II. odrazile su se u Hrvatskoj. Možda najznačajnija je bila odredba o vjerskoj toleranciji. Ona je omogućila slobodno vršenje religijskih obreda protestantima, pravoslavnima i Židovima također i u Hrvatskoj. 

### Marija TerezijaiJosip II.uHrvatskoj
U ratu protiv Pruske, Hrvati i Mađari podržali su Mariju Tereziju. Zauzvrat, Marija Terezija vratila je pod vlast bana i Hrvatskog sabora velik dio Slavonije. Vojnu krajinu i dalje je pod carskom upravom. Marija Terezija je provela brojne reforme u državi. Posebno su značajne bile reforme upravnog i školskog sustava, te propisi kojima je nastojala urediti obveze kmetova (urbari). Kao i njihovi prethodnici u 17. stoljeću, Marija Terezija i Josip II. nastojali su raznim zemljama kojima su vladali (austrijske pokrajine, Češka, Ugarska, Hrvatska) upravljati kao jedinstvenom državom. Zato su vladali centralistički, donoseći odluke za sve zemlje u Beču. 
Potkraj svoje vladavine Marija Terezija reorganizirala je školstvo. Odvojila ga je od crkve i predala na upravu državnim uredima. Odredila je da školu moraju pohađati sva djeca između 6 i 13 godina.U nižim se razredima nastava odvijala na narodnom (u Hrvatskoj na hrvatskom) jeziku, a u višim na njemačkom. Uskoro je u Zagrebu s radom započela i Kraljevska akademija s 3 fakulteta: filozofskim, teološkim i pravnim. Josip II. pokušao je uvesti i njemački jezik kao službeni u upravu i školstvo te ukinuti županije (1785.). Ovlasti Hrvatskog sabora bile su smanjene dok je bansku čast obnašao carev poslušnik. Careva su nastojanja izazvala otpor ugarskog i hrvatskog plemstva jer se njima ukidala povijesna autonomija koju su te zemlje uživale u Habsburškoj Monarhiji.